# Bilderbergconferentie 1989
De Bilderbergconferentie van 1989 werd gehouden van 12 t/m 14 mei 1989 in Gran Hotel de La Toja op het Isla de La Toja bij O Grove, Spanje. Vermeld zijn de officiële agenda indien bekend, alsmede namen van deelnemers indien bekend. Achter de naam van de opgenomen deelnemers staat de hoofdfunctie die ze op het moment van uitnodiging uitoefenden.

## Agenda
- Domestic developments in Eastern Europe: policy implications for the West (Binnenlandse ontwikkelingen in Oost-Europa: beleidsimplicaties voor het Westen)
- Can the Alliance be sustained by military and arms control issues alone? (Kan de Alliantie blijven bestaan door louter militaire en ontwapeningszaken?)
- The long-term economic design of the E.C.: European sovereignty? (Het economisch ontwerp op lange termijn van de Europese Commissie: Europese soevereiniteit?)
- Current events: U.S.-Soviet relations (Actuele onderwerpen: VS-Sovjet relaties)
- Greater political and monetary union of Europe: European sovereignty? (Grotere politieke en monetaire eenheid in Europa: Europese soevereiniteit?)
- Global relationships: surpluses, deficits, and protectionism (Wereldwijde relaties: overschotten, tekorten en protectionisme)
- Environmental constraints (Milieubeperkingen)

## Deelnemers
- Nederland - Koningin Beatrix, staatshoofd der Nederlanden
- Nederland - Ernst van der Beugel, Nederlands emeritus hoogleraar Internationale Betrekkingen RU Leiden

1954 ·
1955 (1) ·
1955 (2) ·
1956 ·
1957 (1) ·
1957 (2) ·
1958 ·
1959 ·
1960 ·
1961 ·
1962 ·
1963 ·
1964 ·
1965 ·
1966 ·
1967 ·
1968 ·
1969 ·
1970 ·
1971 ·
1972 ·
1973 ·
1974 ·
1975 ·
(1976) ·
1977 ·
1978 ·
1979 ·
1980 ·
1981 ·
1982 ·
1983 ·
1984 ·
1985 ·
1986 ·
1987 ·
1988 ·
1989 ·
1990 ·
1991 ·
1992 ·
1993 ·
1994 ·
1995 ·
1996 ·
1997 ·
1998 ·
1999 ·
2000 ·
2001 ·
2002 ·
2003 ·
2004 ·
2005 ·
2006 ·
2007 ·
2008 ·
2009 ·
2010 ·
2011 ·
2012 ·
2013 ·
2014 ·
2015 ·
2016 ·
2017 ·
2018 ·
2019 ·
2020 ·
2021 ·
2022 ·
2023